# Triaenodes ornatus
Triaenodes ornatus är en nattsländeart som beskrevs av Georg Ulmer 1915. Triaenodes ornatus ingår i släktet Triaenodes och familjen långhornssländor. Inga underarter finns listade i Catalogue of Life.